# Perinetia reducta
Perinetia reducta là một loài chân đều trong họ Philosciidae. Loài này được Barnard miêu tả khoa học năm 1959.